# Carmela y Rafael
Carmela y Rafael fue un dueto de música romántica formado en 1959 por la cantante y actriz mexicana Carmela Rey (1931–2018) y el cantante mexicano Rafael Vázquez (1929-2022). Grabaron 121 discos y 1,998 canciones para sellos como RCA Víctor, Musart y GAS. Tuvieron grandes éxitos en los años sesenta y setenta del siglo veinte, y fueron conocidos como «La Pareja Romántica de México», título de uno de sus discos de larga duración para el sello Musart.

## Premios
- Discos de Oro y de Platino[2]
- Premio Calendario Azteca de Oro de la Asociación Mexicana de Periodistas de Radio y Televisión (AMPRyT)[2]
- Premio Trébol de Oro de Discos Musart por altas ventas de discos, 1970[3]
- Premio Record World al mejor «dueto romántico mixto», 1972[4]
- Premio Record World al mejor dueto del año 1977[5]